# Генин, Лев Неяхович
Лев Неяхович Генин (15 ноября 1961, СССР), советский и израильский хоккеист, вратарь клуба хоккейной лиги леумит Израиля «ХК Беэр Шева».

## Карьера

### Начало карьеры
В 9 лет Генин начал тренироваться в ДЮСШ команды «Крылья Советов» Москва под руководством заслуженного мастера спорта Бориса Запрягаева, а затем тренером Льва Генина был Игорь Дмитриев.
В сезонах 1977/1978 (играл с Игорем Паниным) и 1978/1979 (играл в одной команде с Евгением Беловым) участвовал в первенстве СССР среди юниоров.
. В 1980 году Лев переехал жить в Израиль.

### Клубная карьера
В конце 80-х годов прошлого века, усилиями репатриантов из СССР и Северной Америки, в Израиле начал развиваться хоккей (также фигурное катание).
С 1994 года началась клубная карьера Льва Генина. В первом своём сезоне он сыграл за клуб ХК Рамат-Ган. С 1996 по 2004 год, Генин сыграл за клубы Лайонс Джерузалем и Маккаби Амос Лод и 3 раза становился чемпионом Израиля.
В этот период Лев Генин играет за свои клубы в Кубке Европы и Континентальном Кубке. После этого Генин прекратил игровую карьеру, но в 2016 году присоединился к новому клубу ХК Беэр-Шева, который в сезоне 2016/2017 играл в Лиге леумит.

### Международная карьера
В составе сборной Израиля Лев Генин впервые принял участие в 1994 году, в Барселоне (Испания), на чемпионате мира по хоккею 1994 года.

### Общественная деятельность
- С 1996 по 1998 год Лев Генин был президентом Федерации хоккея Израиля.
- В 2014 году был спортивным комментатор израильского русскоязычного телевидения. Вёл репортаж о соревнованиях по хоккею зимней олимпиады 2014 года и чемпионата мира по хоккею.
- Занимается ныне широкой деятельностью. Также у него есть особое хобби[2]